# Sneak, Snoop and Snitch
Sneak, Snoop and Snitch es un corto de animación estadounidense de 1940, de la serie Animated Antics. Fue producido por los estudios Fleischer y distribuido por Paramount Pictures.
El nombre del título hace referencia al de los tres espías que lo protagonizan.

## Argumento
King Little guarda algo cuidadosamente en un cofre bajo llave antes de ir a dormir. Los tres espías que dan nombre al corto (Sneak, Snoop y Snitch) lo observan subrepticiamente y deciden hacerse con ello.

## Realización
Sneak, Snoop and Snitch es la segunda entrega de la serie Animated Antics (bufonadas animadas) y fue estrenada el 25 de octubre de 1940.
Se trata de un spin-off de Gulliver's Travels, película estrenada el año anterior. Jack Mercer pone voz a los cuatro personajes de este corto, como ya hiciera en el filme. Su título alternativo es Jail Break.